# Dieter Hass
Karl Dieter Hass (* 23. Oktober 1934 in Brandenburg; † 17. Juli 1996 in Berlin) war ein deutscher Chemiker. Der Professor für Anorganische Chemie war von 1988 bis 1990  Rektor der Humboldt-Universität zu Berlin.

## Leben
Dieter Hass, der Sohn eines Schlossers, besuchte die Volksschule in Wusterwitz, machte 1953 sein Abitur an der Staatlichen Oberschule Genthin, studierte an der Humboldt-Universität bei Lothar Kolditz, Erich Thilo und Günther Rienäcker acht Semester Chemie, schloss 1957 als Diplom-Chemiker ab, bekam dort 1958 eine Aspirantur, promovierte 1960 bei Lothar Kolditz, habilitierte sich 1965 in Jena und war ab 1966 an der Humboldt-Universität Dozent für Anorganische Chemie. 1969 wurde er Ordentlicher Professor auf seinem Fachgebiet. 1971 trat Dieter Hass der SED bei und wirkte bis 1980  an der Humboldt-Universität als Dekan der Mathematisch-Naturwissenschaftlichen Fakultät.
Dieter Hass veröffentlichte reichlich hundert wissenschaftliche Arbeiten in der Fachpresse und hielt mindestens zwanzig Patente. Anerkennung fanden seine Forschungsarbeiten zu den Halogenen – vor allem zur Fluorchemie.
Dieter Hass war bis Ende 1993 Professor an der Humboldt-Universität.

## Ehrungen
- 1967 Friedrich-Wöhler-Preis
- 1972 Verdienstmedaille der DDR
- 1987 Vaterländischer Verdienstorden
- 1990 Ehrendoktor am Longwood College (USA)[2]

## Werke
- Dissertation vom 14. Dezember 1960 an der Humboldt-Universität, Fakultät Mathematik und Naturwissenschaften: Über  Fluoroarsen(V)-Arsensäureester[3]. 100 Seiten[4]
- Habilitationsschrift vom 9. Juni 1965 an der Universität Jena, Fakultät Mathematik und Naturwissenschaften: Über Verbindungen von Arsen, Antimon und Wismut mit primären Aminen. 122 Seiten[5]